# Fulk van Lyon
Fulk of Falque(s) van Lyon was aartsbisschop van Lyon van 1139 tot 1142. 
Tijdens zijn episcopaat ontvingen de kanunniken van Lyon een brief van Bernardus van Clairvaux; hierin wees deze laatste de Onbevlekte Ontvangenis van Maria af. Fulk onderhield relaties met de Kartuizerij van Portes. 